# Windows NT 3.5
Windows NT 3.5是微软开发的面向企业的Windows NT操作系统的主要版本。它是Windows NT产品线的第二代产品，于1994年9月21日发布。
Windows NT 3.5开发期间的主要目标之一是提高操作系统的性能。因此，该项目代号为“Daytona”，以位于佛罗里达州代托纳比奇的代托纳国际赛道命名。
2001年12月31日，微软宣布Windows NT 3.5过时并停止为该系统提供支持和更新。

## 功能
Windows NT 3.5有两个版本：NT Workstation（工作站版）和NT Server（服务器版）。他们分别代替了Windows NT 3.1的NT和NT Advanced Server（高级服务器）版本。工作站版本只允许10个客户端并发访问文件服务器，不支持Mac客户端。
Windows NT 3.5包括集成的Winsock和TCP/IP支持。（它的前任Windows NT 3.1，只包括了TCP/IP的一个基于AT&T UNIX System V的“STREAMS”应用程序接口的不完整实现。）Windows NT 3.5中的TCP/IP和IPX/SPX协议栈被改写。 NetBIOS over TCP/IP ( NetBT ) （用作对于TCP/IP的兼容层）、Microsoft DHCP客户端与服务器和Microsoft WINS客户端与服务器也被引入。
Windows NT 3.5可以通过FTP分享文件，通过LPR共享打印机。它可以作为一个Gopher，HTTP或WAIS服务器运行，并包括远程访问服务，可使远程拨号调制解调器使用SLIP或PPP协议接入局域网服务。Windows NT 3.5资源包包括了Microsoft DNS的首个实现。
Windows NT 3.5的其他新功能还包括对VFAT文件系统的支持（可使用长达255个字符的文件名），对象连接与嵌入（OLE）2.0版，支持IOCP。它搭载了新的启动画面，配合全新的用户图形界面，以便与Windows for Workgroups 3.11保持一致。它在性能上有所提升，并且比Windows NT 3.1所需内存更少。除此之外，从Windows NT 3.5之后，Windows NT不再依赖MS-DOS使用。

## 局限性
Windows NT 3.5没有PCMCIA适配卡的驱动程序，故不宜在笔记本电脑上使用。
Windows NT 3.5拒绝安装在比初代奔腾新的处理器上。Windows NT 3.51解决了这个问题。不过，修改安装光盘上的文件也可使其得以安装。

## 评价
1995年7月，Windows NT 3.5的Service Pack 3被美国国家安全局评为符合可信计算机系统评估标准（TCSEC）的C2标准规定。

## 源代码
2020年5月，Windows NT 3.5测试版本的完整源代码被泄露到互联网上。